# Pawel Alexandrowitsch Rappoport
Pawel Alexandrowitsch Rappoport (russisch Павел Александрович Раппопорт; * 29. Juni 1913 in St. Petersburg; † 11. September 1988 in Moskau) war ein sowjetischer Architekturhistoriker und Archäologe. Rappoport war Doktor der historischen Wissenschaften und forschte in der Leningrader Abteilung des Archäologischen Instituts der Akademie der Wissenschaften der UdSSR. Sein Forschungsschwerpunkt war die altrussische Architektur. Er war Autor von mehr als zweihundert Publikationen.

## Leben und Werk
Rappoports Vater war der in der Siedlung Tschaschniki im Gouvernement Witebsk geborene Architekt und Bauingenieur Schmuil Berkowitsch (Alexandr Borissowitsch) Rappoport (1873–1940). Sein Vater war Absolvent der Kiewer Kunstschule der Kaiserlichen Akademie der Künste und der Kiewer Bauinstituts. Seine Mutter war Zahnärztin und betrieb in St. Petersburg ihre eigene Praxis. Die Eltern hatten 1908 geheiratet, trennten sich aber bald nach der Geburt ihres Sohnes. Der Vater kehrte nach Kiew zurück. 
Von 1931 bis 1937 studierte Rappoport an der Fakultät für Architektur am Leningrader Ingenieur- und Bauinstitut (Ленинградский инженерно-строительный институт (ЛИСИ)). Er verteidigte sein Diplom zum Thema „Öffentliches Bauen“. Aufgrund einer Denunziation musste er Leningrad verlassen. Er lehrte für zwei Jahre Architekturgeschichte an der Filiale des Moskauer Bauinstituts in Simferopol auf der Krim. 1939 konnte er nach Leningrad zurückkehren. Er begann seine Tätigkeit am damaligen Institut für Materielle Kultur der Akademie der Wissenschaften der UdSSR, dem späteren Institut für Archäologie. Rappoports Lehrer am Institut wurde Nikolai Woronin. Woronin beeinflusste Rappoports Forschungsschwerpunkte. Bei Forschungsarbeiten zur russischen Zeltdacharchitektur gelang Rappoport die Wiederentdeckung der Boris-und-Gleb-Kirche in Borissow gorodok.
Während des Zweiten Weltkrieges diente Rappoport als Freiwilliger in Einheiten der Leningrader Front, zunächst als Pionieroffizier in einem Maschinengewehr-Artillerie-Bataillon, nach Genesung von einer Verwundung als Kompaniechef einer Pionierkompanie. 1943 wurde er zur Baltischen Rotbannerflotte versetzt, wo er sich u. a. mit der Entschärfung von Blindgängern befasste. Nach Auflösung der Leningrader Blockade war er zur Minenräumung eingesetzt. Rappoport wurde mehrfach ausgezeichnet und 1946 im Range eines Ingenieur-Kapitans demobilisiert.
1947 verteidigte er seine Dissertation zum Kandidaten der Wissenschaften mit dem Thema „Russische Zeltdacharchitektur des späten 16. Jahrhunderts“. 1965 erlangte er den akademischen Grad eines Doktors der historischen Wissenschaften.
Von 1946 bis 1988 war Rappoport bei der Leningrader Abteilung des Institutes für Archäologie der Akademie der Wissenschaften der UdSSR tätig und führte mehr als 40 Ausgrabungskampagnen durch. Themenschwerpunkt war die Erforschung militärischer Befestigungsanlagen der alten Rus. Rappoport war an Ausgrabungen in Kiew, Weliki Nowgorod, Wladimir, Susdal, Galitsch, Staraja Ladoga, Porchow, Smolensk und anderen Orten beteiligt. Bei der Wiederherstellung des Bildes der Entwicklung der Smolensk-Tschernigow-Architektur der vormongolischen Ära arbeitete er mit Nikolai Woronin zusammen. Rappoport entwickelte die Idee von mittelalterlichen Bautrupps, die von Fürstentum zu Fürstentum zogen und so nicht nur handwerkliche Fähigkeiten, sondern auch architekturelle Gestaltungselemente im ganzen alten Russland verbreiteten.
Rappoport erstellte einen Katalog der Baudenkmäler der alten Rus, der 1982 veröffentlicht wurde. Am Ende seines Lebens verfasste er eine grundlegende Studie über die Entwicklung der altrussischen Architektur bis zur Ära Peters des Großen. Eine Auswahl seiner Schriften ist anlässlich seines 100. Geburtstages 2013 neu erschienen.
Rappoport war seit 1943 mit Jewgenija Grigorjewna (Gerzelewna) Scheinina (1921–1995) verheiratet. Seine Frau war Restauratorin und Spezialist für Monumentalgemälde und Fresken. Sein Sohn Alexander Pawlowitsch Rappoport (geb. 1940) ist Architekt. Die Schauspielerin Xenija Alexandrowna Rappoport ist seine Enkeltochter.

## Bewertung
Rappoport wird nach wie vor als einer der bedeutendsten Architekturhistoriker im Bereich der altrussischen Architektur angesehen. Besonders hervorgehoben werden dabei seine Leistungen bei der Erforschung der altrussischen Steinarchitektur, die auch nach wie vor Gültigkeit besitzen. Abgelehnt werden seine Forschungsergebnisse und Schlussfolgerungen bezüglich der altrussischen Holzarchitektur, die auf einer unzureichenden Methodik beruhen und sich nur aufgrund des Festhaltens an einer fehlerhaften Theorie über Erd- und Halberdbauten durchsetzen konnten.

## Auszeichnungen
- Orden des Roten Sterns
- Orden des Vaterländischen Krieges II. Klasse
- Orden des Vaterländischen Krieges I. Klasse

## Publikationen (Auswahl)
- Павел Александрович Раппопорт: Очерки по истории русского военного зодчества Х–ХIII вв. In: Материалы и исследования по археологии СССР (МИА). Nr. 52. Издательство Академии наук СССР, Москва/Ленинград 1956 (russisch, archaeolog.ru).
- Павел Александрович Раппопорт: Очерки по истории военного зодчества Северо-Восточной и Северо-Западной Руси X–XV вв. In: Материалы и исследования по археологии СССР (МИА). Nr. 105. Издательство Академии наук СССР, Ленинградское отделение, Москва/Ленинград 1961 (russisch, archaeolog.ru).
- Павел Александрович Раппопорт: Древние русские крепости. In: Из истории мировой культуры. Наука, Москва 1965 (russisch, rusarch.ru).
- Павел Александрович Раппопорт: Военное зодчество западнорусских земель X–XIV вв. In: Материалы и исследования по археологии СССР (МИА). Nr. 140. Наука, Ленинградское отделение, Ленинград 1967 (russisch, archaeolog.ru).
- Павел Александрович Раппопорт: Русская архитектура X–XIII вв. Каталог памятников. Ленинград 1982 (russisch, rusarch.ru).
- Павел Александрович Раппопорт: Зодчество Древней Руси. Наука, Ленинградское отделение, Ленинград 1986 (russisch, russiancity.ru).
- Павел Александрович Раппопорт: Архитектура средневековой Руси: избранные статьи : к 100-летию со дня рождения. Лики России, Санкт-Петербург 2013, ISBN 978-5-87417-438-5 (russisch).
- Павел Аляксандравіч Рапапорт: Архітэктура Беларусі: Энцыклапедычны даведнік. In: Анатоль Аляксандравіч Воінаў (Hrsg.): Беларуская Энцыклапедыя імя Петруся Броўкі. Выдавецтва «Беларусь», Мінск 1993, ISBN 5-85700-078-5 (belarussisch).
- Павел Аляксандравіч Рапапорт: Строительное производство Древней Руси X-XIII в. Наука, Санкт-Петербург 1994, ISBN 5-02-027357-0 (russisch).
- Pavel A. Rappoport: Building the Churches of Kievan Russia. Cyril Mango: Introduction. Variorum, Aldershot, Hampshire 1995, ISBN 0-86078-327-8, S. en (russisch: Строительное производство Древней Руси X-XIII в. Санкт-Петербург 1994.).